# Félix de Vicente
José Félix de Vicente Mingo (Santiago, 20 de noviembre de 1962) es un economista y empresario chileno, exministro de Economía, Fomento y Turismo de la primera administración del presidente Sebastián Piñera.
De larga trayectoria en el sector privado, se incorporó al Estado en marzo de 2010, tras su designación como director de ProChile, cargo en el que se mantuvo hasta mayo de 2013, cuando se le encomendó la cartera del renunciado Pablo Longueira.

## Familia y estudios
Nació del matrimonio conformado por Luis de Vicente Cabello y Rosario Mingo Echavarri. Contrajo matrimonio civil el 30 de septiembre de 1988 en Las Condes con María Elisa Eguiguren Balmaceda (hija de Raúl Francisco Antonio Eguiguren Ortúzar y Eliana Bernardita Balmaceda Jaramillo) con quien es padre de cinco hijos.
Realizó sus estudios primarios en el Saint George's College de Santiago, desde donde egresó en 1981 como el mejor alumno de su promoción (best georgian), y, más tarde, ingresó a estudiar la carrera de ingeniería comercial con mención en economía en la Universidad de Chile. En esta entidad llegó a liderar el centro de alumnos de su escuela, en 1986-87. También realizó estudios de ingeniería civil en la Pontificia Universidad Católica (PUC).

## Actividad profesional
Una vez titulado, se incorporó en la función de gerente de administración y finanzas a la minorista Telemercados Europa, compañía que había sido adquirida por Alfredo Moreno, de quien era ayudante de cátedra en la universidad. En paralelo, llevó adelante diversos negocios agrícolas con su padre y su hermano mayor, lo que le permitió capitalizarse.
En 1991, junto a su suegro, Antonio Eguiguren, adquirió la empresa comercializadora de puertas Beagle Doors. Tres años después, la estadounidense Jeld-Wen compró un 25% de la firma. A comienzos de los años 2000 los socios chilenos vendieron la totalidad de su participación en una cifra que, según analistas, superó los US$ 12 millones.
Tras ello, junto al empresario Ignacio Cueto, se embarcó en la proveedora de equipamiento para cocina The Kitchen Center. Simultáneamente fue socio -junto a su suegro y a Rafael Valdivieso- de la familia Yarur en la cadena de cementerios Parque del Sendero.
Otras de las empresas en las que participó fueron De Vicente Plásticos, compañía fundada por su padre en el año 1967, y Tecno Tip Top, firma de servicios y productos para la minería.
Ingresó al aparato estatal en marzo de 2010, como director de ProChile, tras ser reclutado por el propio Moreno, ahora superior suyo como ministro de Relaciones Exteriores. En mayo de 2013 asumió en Economía, Fomento y Turismo, donde reemplazó al renunciado ingeniero UDI Pablo Longueira, quien decidió embarcarse en una carrera -a la postre, fallida- por la Presidencia de la República.
En diciembre de 2013 selló su incorporación a la Unión Demócrata Independiente.